# مارک تندی
مارک تـَندی (انگلیسی: Mark Tandy؛ زادهٔ ۸ فوریهٔ ۱۹۵۷) بازیگر اهل جمهوری ایرلند است.
از فیلم‌ها یا برنامه‌های تلویزیونی که وی در آن نقش داشته‌است می‌توان به پوآرو، تاج، هنی، سارازن، ادیسه فضایی، شیادها، تاج توخالی، شاهد خاموش، خداحافظ کریستوفر رابین، ارتش بابا،  نکته باریک، هواردز اند، موریس، دریای آبی عمیق، دفاع لوژین و دنیای سوفی اشاره کرد.